# 殷仁
殷仁（？—？），字靜夫，號體山，順天府懷柔縣人，龍驤衛官籍，明朝政治人物。

## 生平
嘉靖二十八年（1549年）己酉科順天府鄉試第二十五名舉人。嘉靖三十二年（1553年）中式癸丑科會試第二百三十四名，三甲第三十八名進士。通政司观政，授山东滕县知县，升西安府同知、户部员外郎、山西佥事、陕西副使。
萬曆三年（1575年）四月除补陕西副使，六年七月升本省行太仆寺卿兼佥事，专理马政，因皇帝不认同，遂以新衔致仕。

## 家族
曾祖殷傑，副千戶封武略將軍；祖父殷志，副千戶封武略將軍；父殷輅，副千戶封武略將軍。母崔氏（封宜人）。兄殷禮（甲辰武舉、見任大寧都司）。